# Otto Wolter-Pecksen
Karl Wilhelm Otto Wolter-Pecksen [später auch Wolter-Peeksen geschrieben] (* 17. April 1882 in Lüneburg; † 17. März 1954 in Moringen) war ein deutscher KZ-Arzt im Konzentrationslager Moringen und SS-Sturmbannführer (1943).

## Leben
Wolter-Pecksen, dessen Vater Architekt war, absolvierte an der Georg-August-Universität Göttingen und an der Ludwig-Maximilians-Universität München ein Medizinstudium, das er 1906 mit der Promotion zum Dr. med. beendete. Im gleichen Jahr erhielt er seine Approbation. Wolter-Pecksen war ab 1908 verheiratet, das Paar hatte zwei Kinder. 1908 ließ er sich als Arzt in Moringen nieder und wurde zugleich Vertragsarzt im Moringer Provinzialwerkhaus zur Unterbringung sozialer Randgruppen. Während des Ersten Weltkriegs war Wolter-Pecksen als Bataillons- und Regimentsarzt eingesetzt. Nach Kriegsende wurde er Mitglied der Deutschen Volkspartei.
Mitte Januar 1923 begründete Wolter-Pecksen die Moringer Ortsgruppe der NSDAP. Eigenen Angaben zufolge trat er der Partei jedoch erst 1925 bei, der SA 1931. Dort war er Sturmbannarzt und ab 1942 Sturmbannführer.
Nachdem im April 1933 im Landeswerkhaus in Moringen ein Konzentrationslager für Männer eingerichtet wurde, übernahm Wolter-Pecksen das Amt des Lagerarztes. Das Männerkonzentrationslager bestand bis November 1933. Von Oktober 1933 bis März 1938 war Wolter-Pecksen ebenfalls Lagerarzt im örtlichen Frauenkonzentrationslager und danach ab Juni 1940 Arzt im Jugendkonzentrationslager.
Wolter-Pecksen war Kreisbeauftragter des Rassenpolitischen Amtes und befürwortete in dieser Funktion Zwangssterilisationen nach dem Gesetz zur Verhütung erbkranken Nachwuchses. Dennoch wird Wolter-Pecksen in Berichten Überlebender ambivalent charakterisiert. So sollen durch seine ärztlichen Gutachten weibliche Häftlinge entlassen worden sein und Gegner des NS-Regimes sowie Jüdinnen dieselbe medizinische Behandlung durch ihn erfahren haben wie Parteifreunde. Als Lagerarzt soll er sich zudem für zusätzliche Lebensmittelrationen für minderjährige Häftlinge eingesetzt haben. Andererseits wird er von Überlebenden des KZ Moringen auch als aggressiv und herrisch geschildert.
Im März 1943 wechselte er von der SA zur SS (SS-Nummer 455.846) und war später noch im Reichssicherheitshauptamt (RSHA) eingesetzt.
Nach Kriegsende wurde Wolter-Pecksen entnazifiziert und im Rahmen der Ermittlungen gegen ehemalige Angehörige des Lagerpersonals vernommen. Auch nach 1945 war Wolter-Pecksen als Arzt in Moringen tätig, wo er 1954 starb.
Sein Sohn Releff Wolter-Peeksen war nach 1945 Landwirt in Hoya, Kreisvorsitzender der FDP und des Arbeitgeberverbandes sowie von 1963 bis 1967 Mitglied des Niedersächsischen Landtages.